# اريك دارسي
اريك دارسي (بالإنجليزية: Eric D'Arcy)‏ هو كاهن كاثوليكي أسترالي، ولد في 25 أبريل 1924 في ملبورن في أستراليا، وتوفي بنفس المكان في 12 ديسمبر 2005.